# MdAO
O MdAO - Museu de Arte é um museu italiano localizado na cidade de Avellino, Itália.

## O Museu
È  dedicado principalmente à arte da Itália dos séculos XIX a XXI, mas também possui uma seção de arte internacional.

## História
O museu  nasceu da paixão de um grupo de amigos que tinham começado a pensar no projeto de um museu de arte em novembro de 1992, eles foram estimulados e incentivados pelo historiador de arte Basilo Orga. Com a ajuda de alguns curadores do museu começou a desenvolver um projeto para a transformação uma pinacoteca de família em um museu aberto ao público. Assim, foi possível a produção de uma coleção de obras de arte moderna e contemporânea ostensiva, que se tornou o núcleo do Museu de arte. Em setembro de 1993, o projeto para o museu de arte estava pronto e em dezembro de 1994 ele construiu o museu. 
O museu foi aberto ao público pela primeira vez em 2 de janeiro de 1995.

## Exposição
A coleção traz obras de arte moderna e de arte contemporânea.
As obras originais incluem esculturas, desenhos, aquarelas, óleos, técnica mista e múltiplos (gravuras, bronze,litografias e serigrafias).
Uma característica que liga as obras da coleção permanente do museu é a atenção à imagem, de fato, a maioria das obras são de apresentação figurativa.

## Artistas e obras no museu
Em seu acervo permanente o museu oferece aos visitantes os trabalhos dos artistas:

### Século XIX
- Saverio Francesco Altamura (1822-1897): Ritratto di scolaretta a Capri (1893);
- Giovanni Battista (1858-1925): Pescatori sulla scogliera (1886), Pescatori a Sorrento (1892);
- Pietro Bouvier (1839-1927): La cacciagione (1897);
- Gabriele Carelli (1820-1900): Convento dei Cappuccini, Amalfi (1899);
- Giovanni Colmo (1867-1947): Alberi intrecciati (1915);
- Antonio Coppola (1850-1916): Napoli pescatori (1876);
- Achille D'Orsi (1845-1829): Scugnizzo: acquaiolo (1915);
- Walter Duncan (1848-1932): Fanciulla nel bosco (1898), Venditrice di fiori a St. Martin in the Fields (1919);
- Gaetano Gigante (1770-1840): Assunzione della Vergine (1815);
- Vincenzo Irolli (1860-1949): La guardianella (1930);
- Salvatore Petruolo (1857-1946): Paesaggio innevato (1874);
- Oscar Ricciardi (1864-1935): Costiera Amalfitana (1923);
- Raffaele Tafuri (1857-1929): Angolo di Pedavena (1910), Tetti (1920);
- Vincenzo Volpe (1855-1929): Donna con chitarra (1895).

### Século XX
- Francesco Cangiullo (1884-1966): In città (1953);
- Carlo Carrà (1881-1966): Onde (1924) e Bagnate (1924);
- Giorgio de Chirico (1888-1978): I fuochi sacri (1929), Gli archeologi (1969), I mobili nella valle (1971);
- Pietro D’Achiardi (1879-1940): Paesaggio di Lorenzana con calesse (1937);
- Pierre Laprade (1875-1931): Amour et Psyché (1925);
- Atanasio Soldati (1896-1953): Composizione (1949);

- Ugo Attardi (1926-2006): Il viaggio di Ulisse (1990-2000);
- Antonio Corpora (1909-2004): Il cielo sugli alberi (1994);
- Salvatore Fiume (1915-1997): Natività (1995);
- Emilio Greco (1913-1995): Aretusa (1989);
- Renato Guttuso (1911-1987): Natura Morta (1981);
- Michelangelo Pistoletto (1933): Frattale bianco 4155372973840013258495611017395261542 (1999-2000);
- Ernesto Treccani (1920-2009): Maternità (1980-1990);
- Ezelino Briante (1901-1971): Porto di Torre del Greco (1965);
- Remo Brindisi (1918-1996): Guerriero (1979);
- Tonino Caputo (1933): Il cortile (1987);
- Lucio Cargnel (1903-1998): Paesaggio di periferia (1963);
- Mario Ceroli (1938): Icosaedro (1980-1999);
- Nino D'Amore (1949): Piano di Sorrento (2014);
- Gianni Dova (1925-1991): Uccello di Bretagna (1990);
- Carmelo Fodaro (1936): Natura morta (1970-1989);
- Felicita Frai (1909-2010): Fiori modesti (1989);
- Giovan Francesco Gonzaga (1921-2007): I due corsieri (1995), Paesaggio Bergamasco (2000);
- Beppe Guzzi (1902-1982): Ville (1970);
- Bruno Landi (1941): Paesaggio (1987);
- Renzo Vespignani (1924-2002): Marta (1982);

### Século XXI
- Giancarlo Angeloni (1966): Positano chiesa madre (2013);
- Maurizio Delvecchio (1962): Il tramonto e l'attesa (2013);
- Athos Faccincani (1951): Girasoli (2001);
- Alfonso Fratteggiani Bianchi (1952): Colore Blu 23050 (2014);
- Rabarama (1969): Palpit-azione (2010);
- Paola Romano (1951): Luna sospesa bianca (2011).

## Biblioteca e Filmoteca
Biblioteca
O museu oferece aos seus visitantes e estudiosos creditado uma pequena biblioteca com livros sobre os autores apresentam principalmente na exposição permanente.
Filmoteca
De particular interesse é a biblioteca de documentário com filmes sobre arte, principalmente italiana de 1200 até hoje.
Interessante são os documentários feitos pela BBC, De Agostini, Istituto Luce, 01 Distribution, etc. .

## Didática
O museu oferece aos seus visitantes também trabalhar com profunda visão de documentários em vídeo e discursos feitos por críticos de arte famosas.
O Museu de Arte para escolas e grupos de pessoas especiais cria itinerários educativos, incluindo deve-se notar que se dedicou a pintar "Metafísica" .